# Tredici Padri Assiri
I tredici padri assiri (in georgiano ასურელი?, attsammet'i asureli mamani) erano, secondo la tradizione della chiesa georgiana, un gruppo di missionari monastici che arrivarono dalla Mesopotamia in Georgia per rafforzare il cristianesimo nel paese nel VI secolo. Storici della chiesa georgiana accreditano loro la fondazione di numerosi monasteri ed eremi e l'inizio del movimento ascetico in Georgia. 

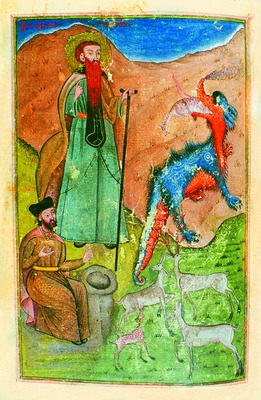
St. David di Gareja, una miniatura del 18º secolo

Le vite dei padri assiri sono raccontate in un ciclo di testi agiografici georgiani medievali e non sono attestate al di là di queste fonti. Alcune di queste vite sono state composte per un sinassario del XVIII secolo, ma ne esistono quattro in forma originale, oltre a una versione metafrastica. La datazione e la paternità di questi testi sono controverse.  Arsen I (830-87) e Arsen II (955-80) sono stati suggeriti come autori di alcune delle vite. Altri testi potrebbero essere stati composti in precedenza, alla fine del VII secolo. 
Molti monasteri nella moderna Georgia prendono il nome dai padri assiri e si dice che siano stati fondati e guidati da loro e dai loro numerosi discepoli. Nel Medioevo, queste fondazioni religiose hanno svolto un ruolo importante nel forgiare l'identità cristiana georgiana. 
La tradizione, scritta e orale, nomina ben 19 monaci assiri attivi in Georgia nel VI secolo e il numero "13" sembra essere in gran parte simbolico. L'opinione degli studiosi moderni è divisa sul fatto che fossero assiri, georgiani istruiti in assiro, missionari o rifugiati dalla Siria.
Luoghi in Iberia dove servivano i padri
I padri assiri erano:

Luoghi in Iberia dove giunsero i padri assiri

1. Davit Garejeli (დავით გარეჯელი) / David di Gareja
2. Ioane Zedazneli (იოანე ზედაზნელი) / Giovanni di Zedazeni
3. Abibos Nek'reseli (აბიბოს ნეკრესელი) / Abibos di Nek'resi
4. Shio Mgvimeli (შიო მღვიმელი) / Shio di Mgvime
5. Ioseb Alaverdeli (იოსებ ალავერდელი) / Giuseppe di Alaverdi
6. Ant'on Mart'q'opeli (ანტონ მარტყოფელი) / Anton di Mart'q'opi
7. Tadeoz St'epants'mindeli (თადეოზ სტეფანწმინდელი) / Thaddeus di St'epant'sminda
8. P'iros Breteli (პიროს ბრეთელი) / Pirro di Breti
9. Iese Ts'ilk'neli (იესე წილკნელი) / Jesse di Ts'ilk'ani
10. St'epane Khirseli (სტეფანე ხირსელი) / Stefano di Khirsa
11. Isidoro Samtavneli (ისიდორე სამთავნელი) / Isidoro di Samtavisi
12. Mikael Ulumboeli (მიქაელ ულუმბოელი) / Michele di Ulumbo
13. Zenon Iq'altoeli (ზენონ იყალთოელი) / Zenon di Iq'alto